# Hugo Martínez Poveda
Hugo Martínez Poveda (Moniquirá, 1941 - Bogotá, 22 de marzo de 2020) fue un policía colombiano, director de la unidad especial Bloque de Búsqueda, creada a finales de los años 80 para dar de baja al narcotraficante colombiano Pablo Escobar.

## Biografía
Hugo Martínez nació en Moniquirá, Boyacá en 1941.

## Trayectoria
Fue subdirector de la Escuela General Santander, director de la DIJIN, director de Bienestar Social Policía Nacional, inspector general, agregado a la Embajada de Colombia en Cuba.

### Bloque de Búsqueda
En 1989, tras el asesinato del candidato liberal a la presidencia, Luis Carlos Galán y del coronel Valdemar Franklin Quintero (oficial que admiraba por ser de los pocos que enfrentó al Cartel en su territorio) el presidente de ese entonces Virgilio Barco creó la unidad especial de inteligencia conocida como Bloque de Búsqueda, que tenía como objetivo darle captura a Escobar y sus socios del Cartel de Medellín. La unidad en un principio se llamó Cuerpo Élite porque sus miembros eran los mejores hombres de la Policía de entonces, al cual Martínez decide unirse como voluntario por lo cual se le asigna la tarea de comandar tal unidad.
Durante su gestión como líder del Cuerpo Élite, fue el encargado de propinar los más duros golpes a la organización criminal, como fueron las bajas de importantes cabecillas del cartel como Mario Henao Vallejo, Gonzalo Rodríguez Gacha, John Jairo Arias Tascon, Gustavo Gaviria Rivero y Luis Fernando Gaviria, así como la desarticulación de la temible banda criminal Los Priscos.
El grupo se disolvió en 1991 cuando Escobar se entregó a las autoridades para cumplir su condena en la cárcel de "máxima seguridad" La Catedral.
La fuga de Escobar de 1992 generó que el subcomandante de la Policía, General Octavio Vargas refundara el grupo, renombrándolo como Bloque de Búsqueda. A pesar de que el Coronel Martínez se encontraba como agregado militar en España tuvo que regresar con prontitud a Colombia para ponerse al servicio del gobierno. Una vez en Colombia dirigió las operaciones para localizar a Escobar, estando al mando junto a otros 19 oficiales de 480 policías, algunos militares y dotados del mejor equipo disponible para la época, comandó los operativos del Bloque de Búsqueda que dieron de baja a importantes jefes de sicarios de Escobar como Brances Muñoz Mosquera "Tyson", Johnny Rivera Acosta "Palomo", John Jairo Posada Valencia "Titi" y el reconocido sanguinario Mario Alberto Castaño "Chopo", entre otros peligrosos sicarios. En el equipo también estaba el Coronel Óscar Naranjo.

### La Caída de Escobar
Fue el coronel Martínez el encargado de triangular la ubicación de Escobar mediante la interceptación de llamadas. El 2 de diciembre de 1993 Escobar fue localizado en una vivienda en Medellín, luego de hacer contacto telefónico con su familia que se encontraba en un hotel en Bogotá.
Luego de ser abatido Pablo Escobar, Martínez se retiró de la Policía y se radicó en Bogotá.

#### Versión de los hechos
En noviembre del 2000 un artículo de prensa adjudicó a Estados Unidos el éxito de la operación. El general (r) Martínez desmintió la versión que afirmaba que agentes de la CIA y la DEA participaron en la operación en que se dio de baja a Escobar, afirmando que el crédito era completamente de la policía colombiana. En su versión, el general (r) Martínez afirmaría que el disparo que mató a Escobar provino del sargento viceprimero Guerrero Pinchasa, y del coronel Hugo Aguilar. También afirmó que fue él quien ayudó a los agentes Peña y Murphy a llegar al lugar de los hechos.
Martinez falleció el 22 de marzo de 2020 a los 79 años en el Hospital de la Policía en Bogotá. Su deceso se produjo víctima de un infarto.